# Loftur Þorsteinsson
Loftur Þorsteinsson (scritto anche Loftur Thorsteinsson; 1702) è stato un chierico islandese vissuto nel XVIII secolo.
Una leggenda islandese, Loftur il mago, lo descrive come uno stregone.
Loftur Þorsteinsson uscì dalla scuola ecclesiastica di Hólar nel 1722. Secondo la leggenda avrebbe evocato dalla tomba il vescovo Gottskalk il Crudele (Gottskálk Nikulásson) per cercare di carpirgli il suo libro di magia nera (con cui si era fatto seppellire), ma il grande dispendio di potere di Loftur sarebbe stato interrotto dal suono delle campane della chiesa.

## Altri media
- Loftr-Suite (1925) di Jón Leifs: musiche di scena per la tragedia omonima di Jóhann Sigurjónsson; Overture to "Loftr" (1927), pezzo sinfonico.